# Bino

Manuel Albino Morim Maçães, plus communément appelé Bino, né le 19 décembre 1972 à Póvoa de Varzim, est un footballeur portugais qui évoluait au poste de milieu central. Reconverti entraîneur.

## Biographie
Il est finaliste de l'Euro espoirs 1994.
International, il possède trois sélections en équipe du Portugal.

## Carrière
- 1991 :  FC Porto
- 1991-1992 :  Rio Ave FC
- 1992-1998 :  FC Porto
- → 1993-1994 :  SC Salgueiros (prêté par le FC Porto)
- → 1994-1995 :  CF Belenenses (prêté par le FC Porto)
- → 1997-1998 :  CS Marítimo (prêté par le FC Porto)
- 1998-2001 :  Sporting Portugal
- 2001-2003 :  CD Tenerife
- 2003-2005 :  CS Marítimo
- 2005-2009 :  Moreirense FC[2],[3],[4]

## Palmarès

### En sélection
- Finaliste de l'Euro espoirs en 1994